# Asphinctopone

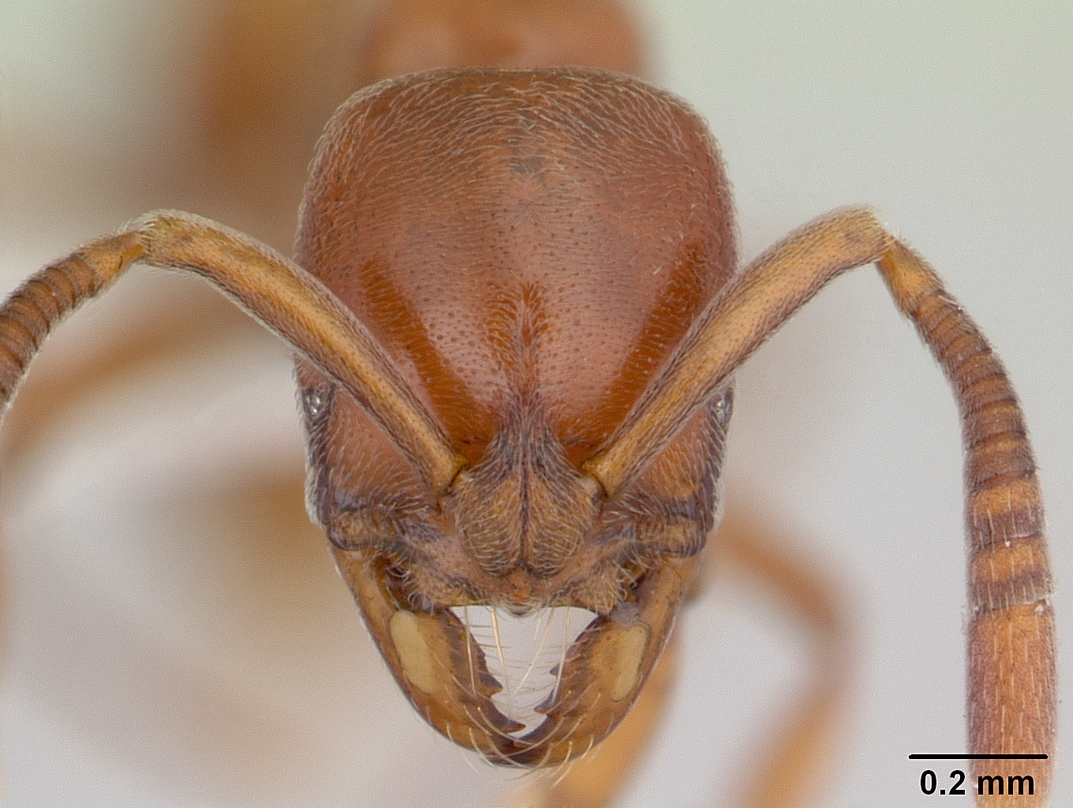
Asphinctopone silvestrii

Asphinctopone (лат. ) — род муравьёв (Formicidae) из подсемейства Ponerinae. 3 вида. Эндемики Африки.

## Описание
Мелкого размера муравьи. Длина рабочих особей около 5 мм, красновато-коричневого цвета. Усики 12-члениковые. Нижнечелюстные щупики состоят из 3 члеников, нижнегубные — из 3 сегментов (а не 4,4, как указывалось ранее). Мандибулы субтреугольные, с 5 зубчиками на жевательном крае. Средние и задние ноги с одной голенной шпорой. Стебелёк между грудкой и брюшком состоит из одного членика петиоля. Предположительно хищники. Обнаружены в подстилочном слое тропических лесов Западной и Экваториальной Африки.

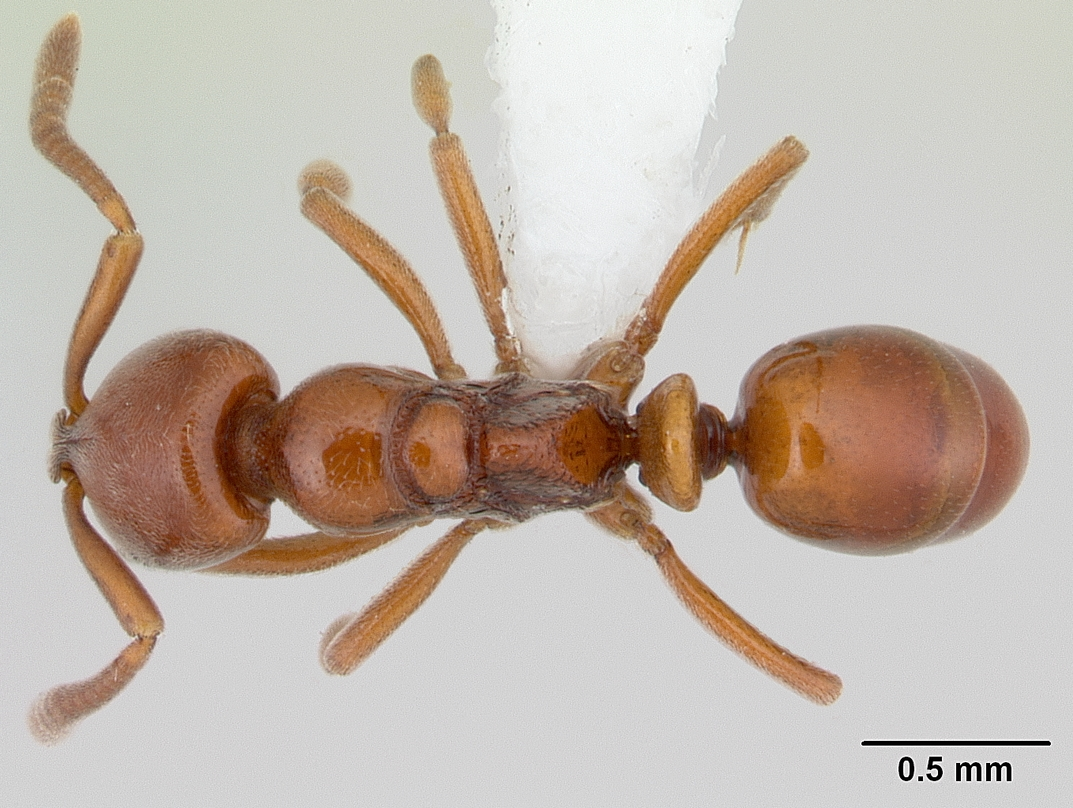
Asphinctopone silvestrii

## Систематика
3 вида. В 2009 году Крис Шмидт (Schmidt, 2009), проведя молекулярно-генетический филогенетический анализ подсемейства понерины включил род Asphinctopone в состав родовой группы
Odontomachus genus group (Ponerini).
- Asphinctopone differens Bolton & Fisher, 2008 — ЦАР
- Asphinctopone pilosa Hawkes, 2010 — Танзания[5]
- Asphinctopone silvestrii Santschi, 1914typus[6] — Камерун, ЦАР, Габон, Гана, Гвинея, Берег Слоновой Кости, Нигерия
  - = Asphinctopone lucidus  Weber, 1949
  - = Lepidopone lamottei  Bernard, 1953[7]